# الوحدويون الديمقراطيون الاجتماعيون
الوحدويون الديمقراطيون الاجتماعيون (بالإنجليزية: Social Democratic Unionists) هو حزب سياسي سوري، يقع مقره في دمشق.

## أعضاء بارزون
- كود سباركل
- تحديث القائمة